# أليكساندر فنسنت
أليكساندر فنسنت (بالفرنسية: Alexandre Vincent)‏ (25 أبريل 1994 أوكسار فرنسا - ) هو لاعب كرة قدم فرنسي.

## روابط خارجية
- أليكساندر فنسنت على موقع قاعدة بيانات كرة القدم.إي يو (الإنجليزية)
- أليكساندر فنسنت على موقع ليكيب (الفرنسية)
- أليكساندر فنسنت على موقع Soccerway.com (الإنجليزية)
- أليكساندر فنسنت على موقع عالم كرة القدم.نت (الإنجليزية)
- أليكساندر فنسنت على موقع GSA (الإنجليزية)